# Земиндар
Земиндар (енгл. Zamindar), назив за крупног земљопоседника у Индији и Пакистану.

## Историја
У време британске владавине у Индији, земиндари су били од Енглеза признати земљопоседници из редова ранијих сакупљача пореза и трговаца-лихвара. Земиндарство је било раширено у североисточном делу Индије. У Могулском царству и на поседима Британске источноиндијске компаније, земиндари су били посредници у сакупљању пореза између земљорадника и владе. На њиховим имањима, која су могла да обухвате читаву провинцију или само део једног села, радили су сељаци-беземљаши као вечити закупци, чији је положај био близак европским кметовима, док је положај земиндара био еквивалентан европским феудалцима.